# Urbain-Victor Chatelain
Pour les articles homonymes, voir Chatelain.
Urbain-Victor Chatelain est un homme de lettres français. Il est l'unique enfant, né le 11 avril 1866 à Chaumont (Haute-Marne), de Philippe Roch Chatelain et de Louise Eugénie Huguenet. Il meurt le 4 juillet 1939 à Amiens.

## Biographie
La mort prématurée de son père marque l'enfance d'Urbain-Victor. Après de brillantes études au lycée Henri IV, il est nommé boursier près de la faculté des lettres de Dijon pour l'agrégation de grammaire où il est un condisciple très amical. Après avoir exercé comme pion à Auxerre pendant qu'il termine ses études, il est nommé agrégé de grammaire en septembre 1888, couronnant ainsi sa jeunesse studieuse.
Il se marie en 1891 et est muté au lycée de Poitiers en 1895 où il occupe jusqu'en 1900 la chaire de rhétorique. En 1900, la famille s'établit à Paris où Urbain-Victor enseigne au lycée Voltaire en classe de seconde.
Pendant ses premières années d'enseignement, devenu docteur es Lettres, il se consacre beaucoup à sa thèse sur le surintendant Fouquet. L'ouvrage paraît en 1905 et est couronné du prix Thérouanne  remis par l'Académie française au nom de cette Fondation pour récompenser les meilleurs ouvrages historiques de l'année. Cette thèse, publiée initialement par la librairie académique Perrin a été rééditée en 1971 à Genève chez Slatkine. En 1906, il publie "Voyages et exils des savants français sous Louis XIV". 
Par ailleurs, il cultive un intérêt marqué pour la poésie et, membre de la Revue des Poètes où il joue un rôle important, il écrit "La disgrâce de Madame de Brinon", comédie en un acte, représentée pour la première fois sur la scène du Trianon-Lyrique le 22 juin 1911 et "Le double destin" qui paraît en 1912 à Paris. Il publie aussi plusieurs essais sur de nombreux auteurs. 
En 1914, "supplié" de remplacer les professeurs mobilisés du lycée Pasteur de Neuilly, Urbain-Victor obtient la chaire de la classe de rhétorique du lycée qu'il conserve jusqu'à sa retraite. Il meurt à l'âge de 73 ans après quatre années d'une pénible maladie.
Urbain-Victor Chatelain fut également professeur de littérature à la Fondation Louis-Jarach,
rédacteur en chef de la Revue des Poètes, et collaborateur de la Revue des Cours Jarach.
Il fut lauréat de l’Académie française et nommé chevalier de la Légion d'honneur en juillet 1936.

## Articles publiés
(La liste des articles est à compléter)
- Revue des poètes, no 114, dixième année
- Littérature, philosophie et pédagogie, revue des cours Jarach, Paris, 1931, no 1 : lexique de quelques mots par U.V. Chatelain
- Littérature, philosophie et pédagogie, revue des cours Jarach, Paris, 1931, no 3 : Beaumarchais, le Barbier de Séville par U.V. Chatelain